# Рамзес (вокзал)
Железнодорожный вокзал Рамзеса (араб. محطة رمسيس‎), также железнодорожная станция Миср (араб. محطة مصر‎), — главная железнодорожная станция Каира, Египет. Название происходит от имени древнеегипетского фараона Рамзеса II, статуя которого была установлена президентом Египта Гамалем Насером на привокзальной площади в 1955 году.

## История

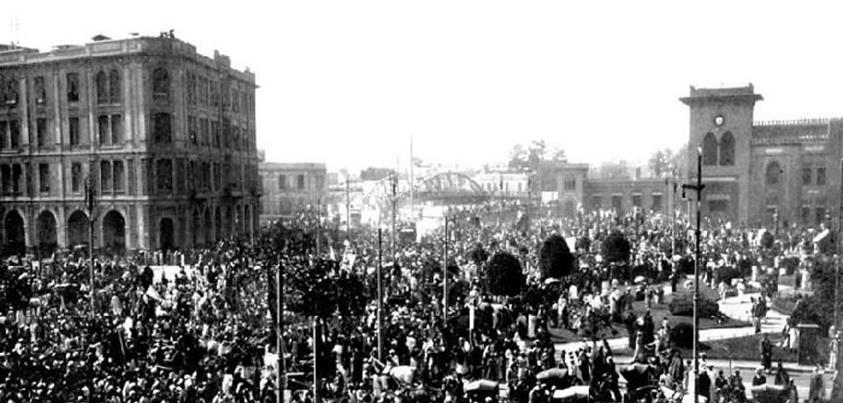
Вокзал в 1919 году

Первоначальная железнодорожная станция была построена в качестве конечной станции первого железнодорожного пути из Александрии в Каир в 1856 году. Нынешнее здание вокзала было построено в 1892 году и впоследствии реконструировано в 1955 году. По состоянию на январь 2001 года оно подвергалось серьезной модернизации. В начале 2011 года, после египетского восстания, вокзал Рамзеса был полностью улучшен и оснащен кондиционерами, в нем появились новый мраморный пол и дополнительные эскалаторы. Некоторые критики считают, что модернизация была слишком современной и разрушила большую часть первоначального исторического стиля здания.
Известно, что здесь в 1923 году египетская феминистка Худа Шаарави публично сняла с себя чадру.
На вокзале Рамзеса снимался классический фильм «Каирский вокзал» (1958).

## Структура
У станции раньше находилась статуя Рамзеса II, которая была перенесена в район Гизы 25 августа 2006 года в рамках подготовки к ее возможной установке в Большом Египетском музее. В конечном итоге она все же была размещена в нем в 2018 году.
Знаменитая скульптура Махмуда Мохтара, Нахдат Миср («Пробуждение Египта»), была первоначально установлена рядом со станцией в 1928 году, но была перенесена на ее нынешнее место недалеко от Каирского университета в 1950-х годах.
Из удобств для пассажиров на станции находятся камера хранения, почта, банкоматы, аптека и офис туристической информации.

## Железнодорожные услуги
Вокзал Рамзеса обслуживает подавляющее большинство междугородных пассажирских перевозок Египетских национальных железных дорог.

## Ближайший транспорт
Железнодорожный вокзал также связан с линиями 1 и 2 Каирского метро через ближайшую станцию «Аль-Шохадаа/Мученики». Также для пассажиров доступны каирские трамваи, городские автобусы, микроавтобусы и такси.

## Инциденты
27 февраля 2019 года поезд наехал на киоск рядом со станцией. По словам генерального прокурора Египта Набиля Садека, один из машинистов покинул кабину поезда, чтобы драться с другим машинистом поезда; после этого беспилотный поезд врезался в киоск. В результате взрыва и пожара не менее 25 человек погибли и не менее 47 человек получили ранения. Тела некоторых жертв были обезображены до неузнаваемости. Министр транспорта Египта Хишам Арафат подал в отставку вскоре после этого инцидента.

## Галерея

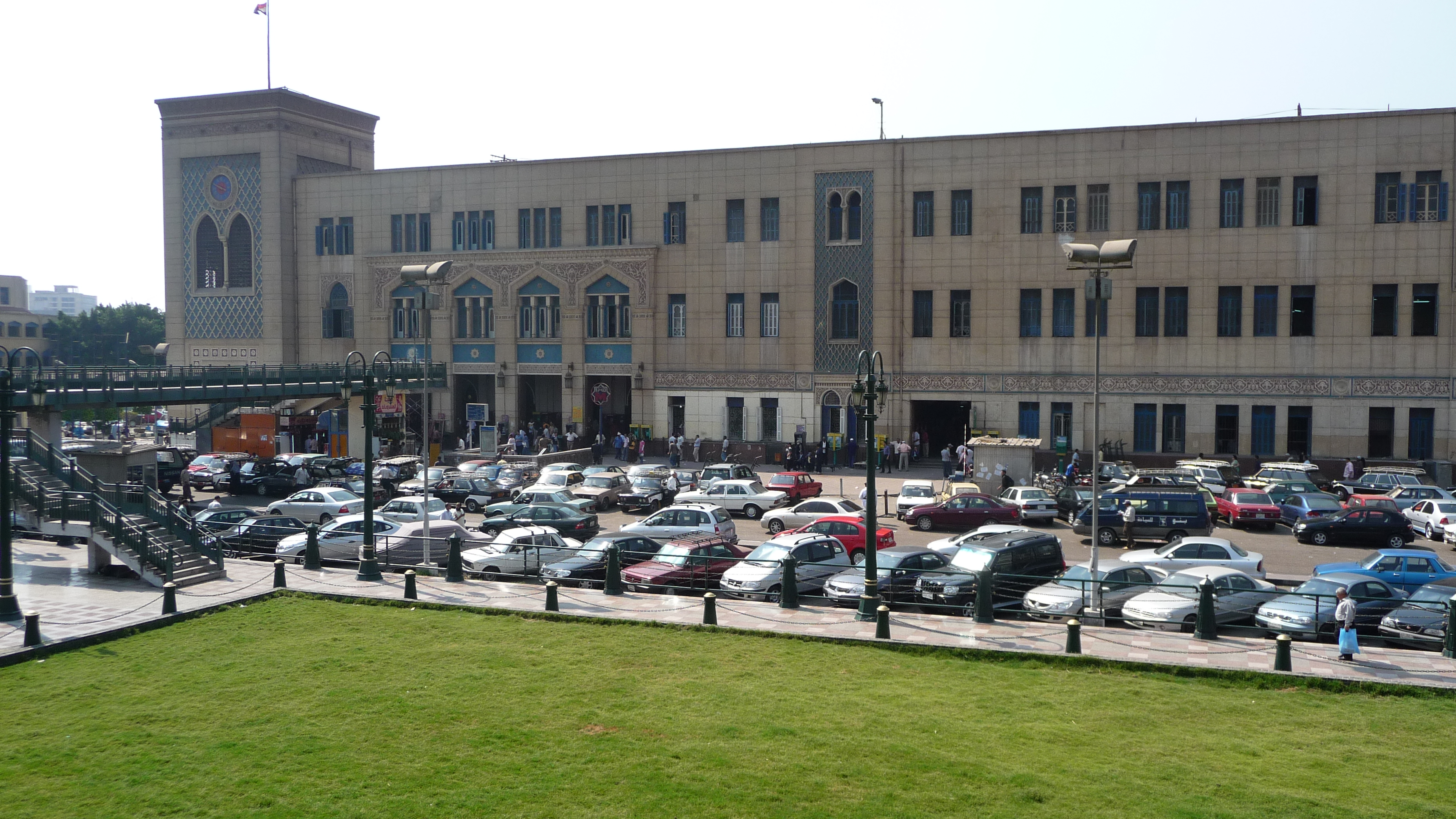
Здание станции
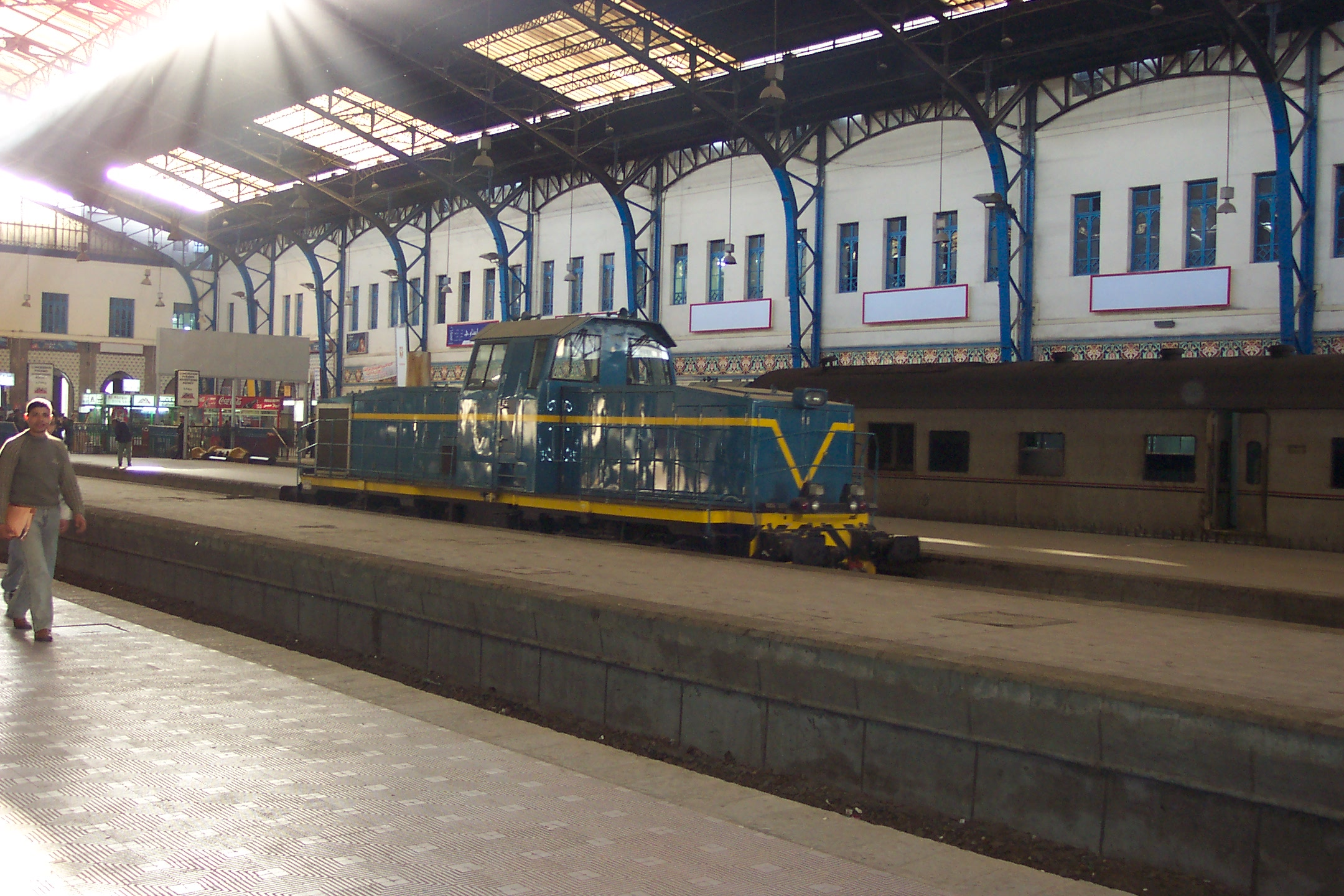
Железнодорожные платформы
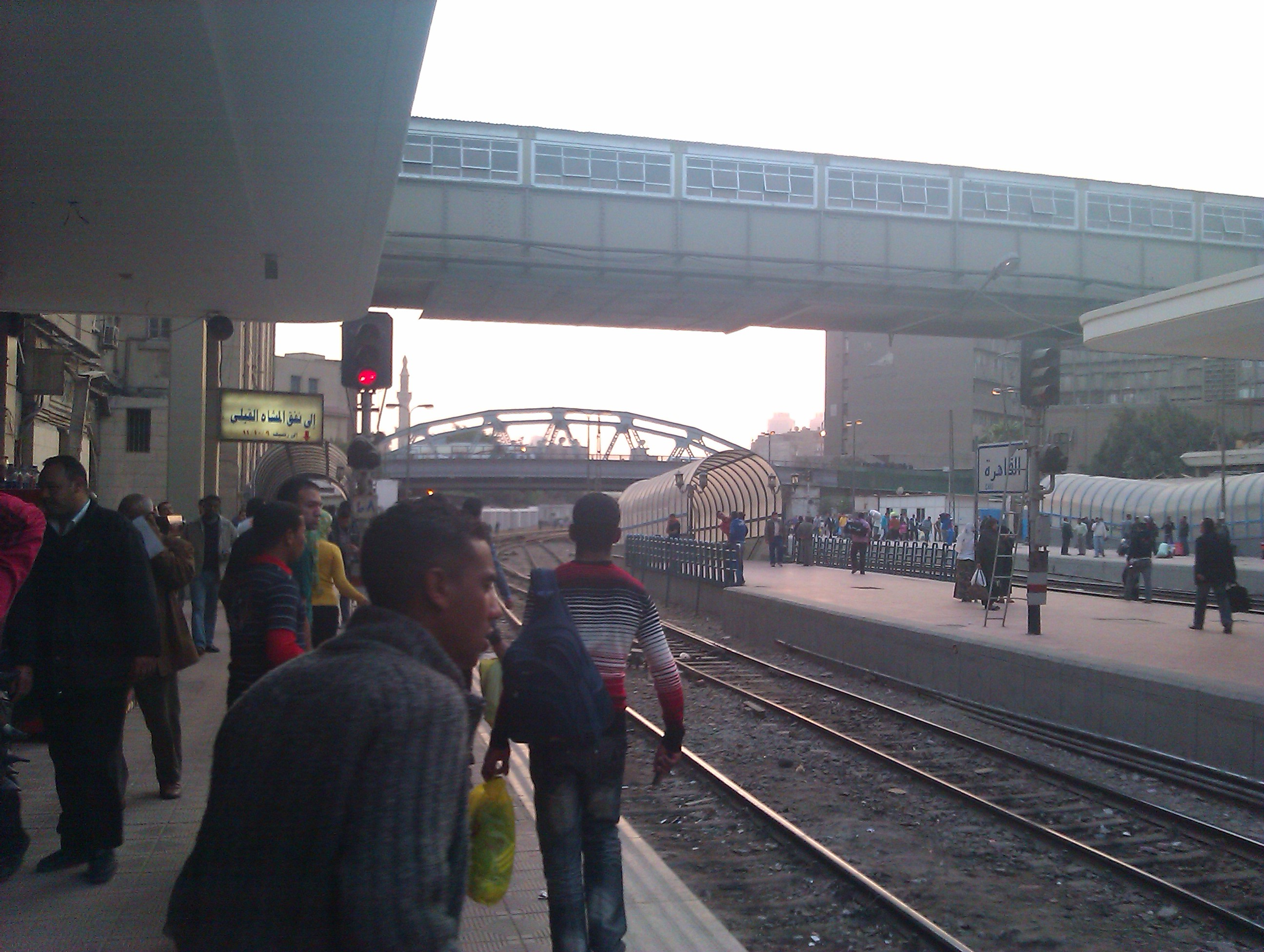
Железнодорожные платформы
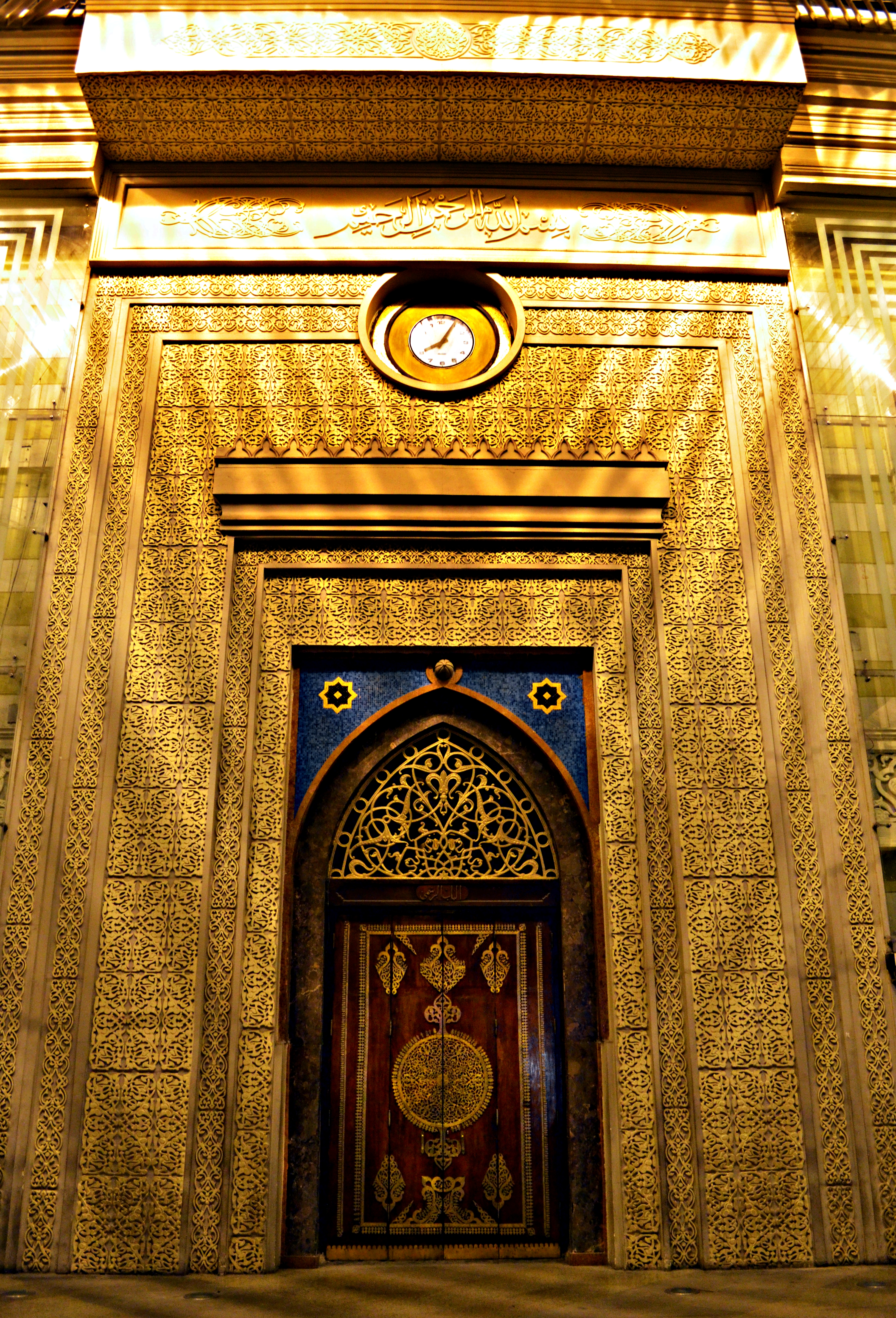
Главный вход
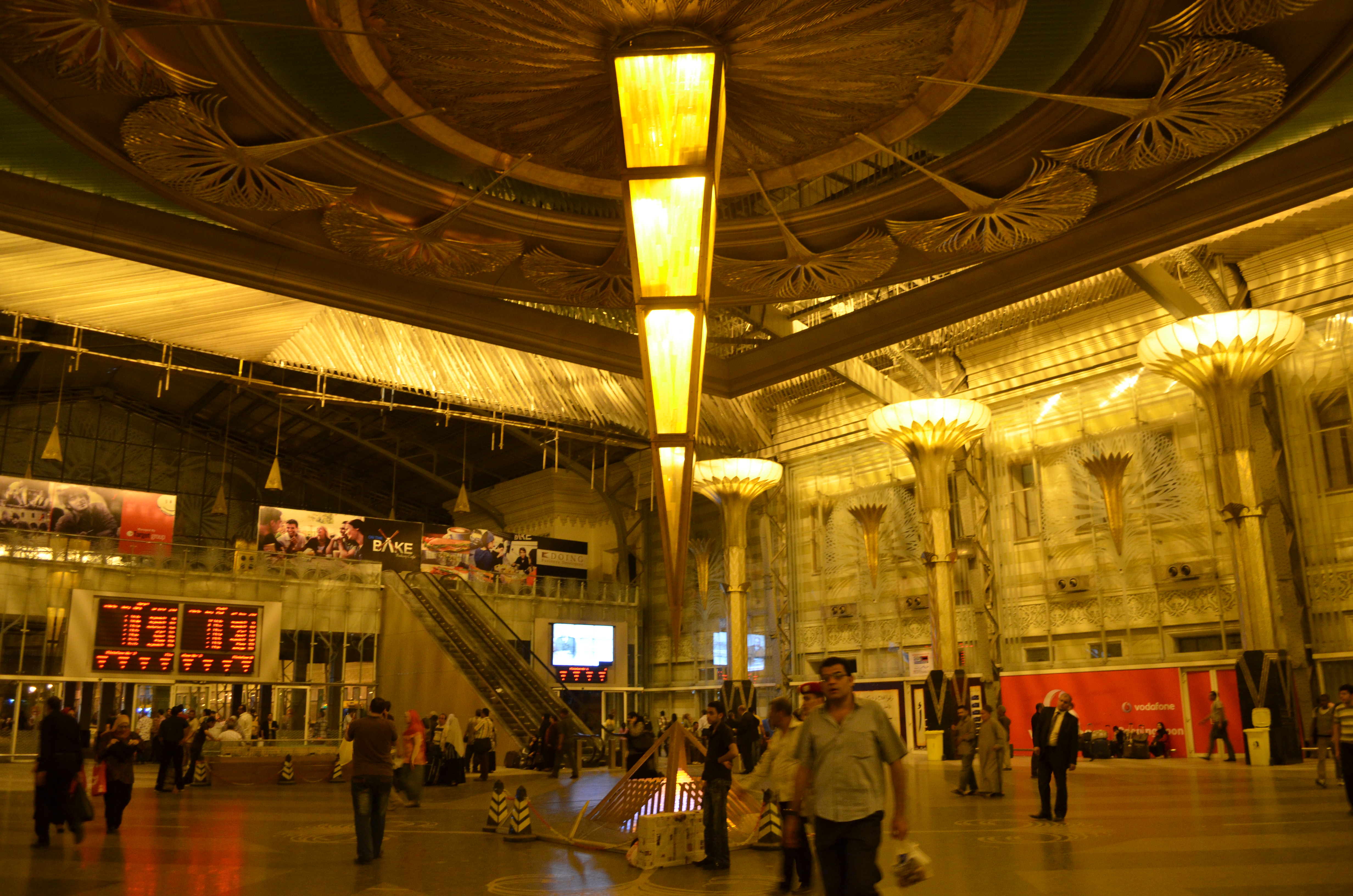
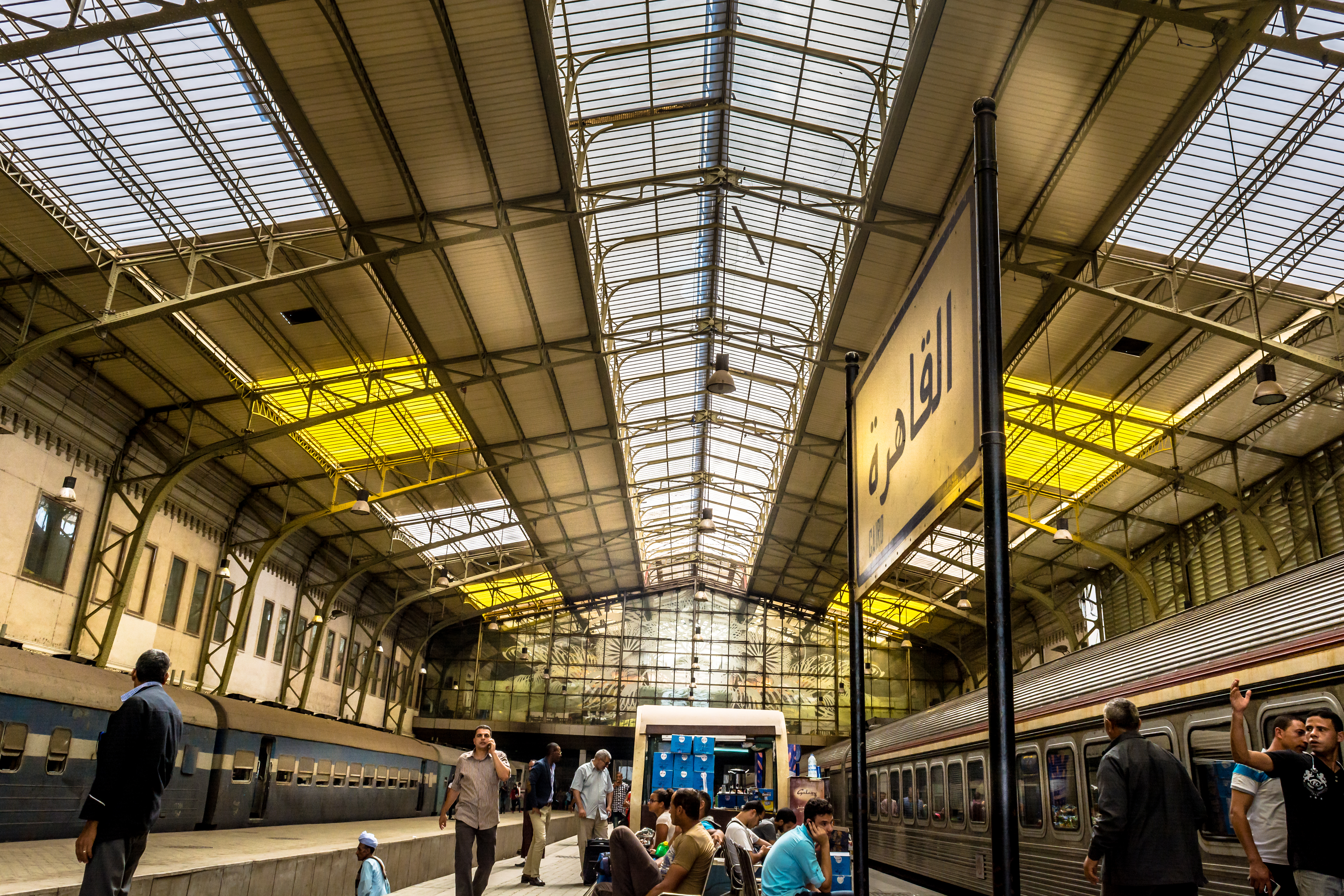